# Samuel Bemis
Samuel A. Bemis (1793 - 1881) fue uno de los primeros fotógrafos de los Estados Unidos.
Bemis, médico dentista en la ciudad de Boston, comenzó su afición por la fotografía en marzo de 1840 cuando asistió a una serie de conferencias y demostraciones del proceso de daguerrotipo impartidas por François Fauvel-Gouraud, discípulo de Louis-Jacques Mandé Daguerre y agente de Alphonse Giroux & Cie que eran los fabricantes de los equipos utilizados por Daguerre.
Bemis compró la cámara para daguerrotipos de Gouraud en abril de 1840 por 51 dólares, junto con doce placas de daguerrotipo a 2 dólares cada una. Su inversión total fue de 76 dólares, una cantidad bastante considerable para la época (se cree que es la primera cámara que se vende comercialmente en los Estados Unidos) El 19 de abril de 1840, Bemis realizó su primer daguerrotipo, convirtiéndose en uno de los primeros americanos en tomar una fotografía. Sus primeras imágenes fueron tomadas en Boston y en las Montañas Blancas cerca de Crawford Notch. Bemis siguió con su afición hasta octubre de 1843, cuando parece que tomó otras aficiones. En la actualidad, su cámara de fotos se puede ver en la George Eastman House, junto con la factura original de venta y una cuantas imágenes en las que se aprecia que no consiguió dominar perfectamente la técnica del daguerrotipo.
Murió en 1881 y en un obituario publicado fue descrito como "no tan raro como podría esperarse, pero lo suficiente como para distinguirlo del curso ordinario de los hombres".